# Campeonato Asiático de Handebol Feminino de 2008
O Campeonato Asiático de Handebol Feminino de 2008 foi a décima segunda edição do principal campeonato de andebol (português europeu) ou handebol (português brasileiro) feminino do continente asiático. A Tailândia foi o país sede e os jogos ocorreram na cidade de Bangkok.
A Coreia do Sul foi campeã pela nona vez, com a China segundo e o Japão terceiro.